# Ernestina Albertina de Saxe-Weimar
Ernestina Albertina de Saxe-Weimar (Weimar, 28 de dezembro de 1722 - Lipa, 25 de novembro de 1769) foi uma nobre alemã, princesa de Saxe-Weimar por nascimento e condessa de Lipa-Alverdissen depois do seu casamento com Filipe II, Conde de Lipa-Alverdissen. Em 1777, oito anos ap̝ós a morte de Ernestina, o seu marido herdou o condado de Eschaumburgo-Lipa.

## Origens
Ernestina Albertina nasceu em Weimar, capital do Ducado de Saxe-Weimar, que era governado pelo seu pai, Ernesto Augusto I. A sua mãe era a princesa Leonor Guilhermina de Anhalt-Köthen, primeira esposa do duque. Ernestina tinha sete irmãos direitos, incluindo a princesa Bernardina Cristina de Saxe-Weimar, princesa-consorte de Schwarzburg-Rudolstadt. Oito anos após a morte da sua mãe, em 1734, o seu pai casou-se novamente, desta vez com a princesa Sofia Carlota de Brandemburgo-Bayreuth, de quem teve mais quatro filhos, incluindo Ernesto Augusto II, Duque de Saxe-Weimar-Eisenach, e a princesa Ernestina Augusta de Saxe-Weimar, duquesa-consorte de Saxe-Hildburghausen.
A 26 de Julho de 1741, quando o tio-avô de Ernestina, Guilherme Henrique, Duque de Saxe-Eisenach, morreu sem deixar descendentes, foi o seu pai quem herdou os territórios dele, passando o ducado e a família a ser conhecidos como Saxe-Weimar-Eisenach.

## Casamento e descendência
A 6 de Maio de 1756, quando tinha trinta-e-três anos, uma idade considerada já avançada para casar na época, Ernestina Albertina casou-se com Filipe II, Conde de Lipa-Alverdissen. Juntos, tiveram quatro filhosː
1. Clemente Augusto de Lipa-Alverdissen (27 de Agosto de 1757 - 16 de Outubro de 1757), morreu com menos de dois meses de idade.
2. Carlos Guilherme de Lipa-Alverdissen (18 de Julho de 1759 - (7 de Setembro de 1780), morreu aos vinte-e-um anos de idade.
3. Jorge Carlos de Lipa-Alverdissen (11 de Dezembro de 1760 - 12 de Novembro de 1776), morreu aos quinze anos de idade.
4. Frederica Antonieta de Lipa-Alverdissen (1 de Maio de 1762 - 12 de Junho de 1777), morreu aos quinze anos de idade.

## Morte e posterioridade
Ernestina Albertina morreu na cidade de Lipa a 25 de Novembro de 1769, quando tinha quarenta-e-seis anos de idade. Quando morreu, tinha apenas assistido à morte de um dos seus filhos, o mais velho, que morreu com poucas semanas de vida, mas, nos anos que se seguiram, todos os seus filhos acabariam por morrer antes de chegar à idade adulta e sem deixar descendentes.
Cerca de um mês após a morte do seu último filho e herdeiro, o príncipe Carlos Guilherme, em 1780, o viúvo de Ernestina Albertina casou-se novamente, desta vez com a condessa Juliana Filipina de Hesse-Philippsthal. É desta união que descendem os condes e, mais tarde, príncipes de Eschaumburgo-Lipa, condado que Filipe II tinha herdado a 10 de Setembro de 1777, após a morte do seu primo Guilherme. Uma vez que Filipe apenas herdou estes territórios após a morte de Ernestina, esta nunca foi conhecida pelo título de condessa de Eschaumburgo-Lipa.

## Genealogia
| Bernardina Cristina de Saxe-Weimar | Pai: Ernesto Augusto I, Duque de Saxe-Weimar-Eisenach | Avô paterno: João Ernesto III, Duque de Saxe-Weimar      | Bisavô paterno: João Ernesto II, Duque de Saxe-Weimar            |
| Bernardina Cristina de Saxe-Weimar | Pai: Ernesto Augusto I, Duque de Saxe-Weimar-Eisenach | Avô paterno: João Ernesto III, Duque de Saxe-Weimar      | Bisavó paterna: Cristina Isabel de Schleswig-Holstein-Sonderburg |
| Bernardina Cristina de Saxe-Weimar | Pai: Ernesto Augusto I, Duque de Saxe-Weimar-Eisenach | Avó paterna: Sofia Augusta de Anhalt-Zerbst              | Bisavô paterno: João IV, Príncipe de Anhalt-Zerbst               |
| Bernardina Cristina de Saxe-Weimar | Pai: Ernesto Augusto I, Duque de Saxe-Weimar-Eisenach | Avó paterna: Sofia Augusta de Anhalt-Zerbst              | Bisavó paterna: Sofia Augusta de Holstein-Gottorp                |
| Bernardina Cristina de Saxe-Weimar | Mãe: Leonor Guilhermina de Anhalt-Köthen              | Avô materno: Emanuel Lebrecht, Príncipe de Anhalt-Köthen | Bisavô materno: Emanuel, Príncipe de Anhalt-Köthen               |
| Bernardina Cristina de Saxe-Weimar | Mãe: Leonor Guilhermina de Anhalt-Köthen              | Avô materno: Emanuel Lebrecht, Príncipe de Anhalt-Köthen | Bisavó materna: Ana Leonor de Stolberg-Wernigerode               |
| Bernardina Cristina de Saxe-Weimar | Mãe: Leonor Guilhermina de Anhalt-Köthen              | Avó materna: Gisela Inês de Rath                         | Bisavô materno: Baltasar Guilherme de Rath                       |
| Bernardina Cristina de Saxe-Weimar | Mãe: Leonor Guilhermina de Anhalt-Köthen              | Avó materna: Gisela Inês de Rath                         | Bisavó materna: Margarida Doroteia de Wuthenau                   |